# Sul21
Sul21 é um veículo de jornalismo eletrônico independente. Foi fundado em 2010 na cidade de Porto Alegre. O Sul21 é um jornal dedicado prioritariamente ao noticiário político, mas produz também conteúdos sobre economia, direitos humanos, saúde, educação, notícias locais, colunas opinativas, e possui um Guia Cultural sobre eventos e programações culturais em Porto Alegre e Região Metropolitana. Oferece também um espaço para publicação de artigos de opinião pública enviada pelos seus leitores.
O conteúdo produzido pelo Sul21 utiliza recursos multimídia, como textos, fotos, vídeos e gráficos. Além do jornalismo escrito, o veiculo também mantém uma rede de podcasts chamada Colmeia, que aborda temas diversos e conta com 8 programas.
É considerado um veículo de mídia independente brasileira. Também é apontado como parte da mídia alternativa.
Em 2021, o Sul21 alterou sua identidade visual na internet e a organização editorial do site, o que era planejado para o ano anterior como comemoração dos 10 anos do jornal, mas foi adiado devido à pandemia de COVID-19.

## Prêmios e reconhecimento
No ano de 2012, o Sul21 foi condecorado com a Comenda Porto do Sol da Câmara de Vereadores de Porto Alegre, por indicação do, então Vereador, Pedro Ruas.
No mesmo ano, o jornal recebeu o Prêmio Açorianos de Literatura, na categoria Destaques do Ano.

## Ligações Externas
- Site oficial
- Página do Sul21 no Facebook
- Perfil do Sul21 no Instagram
- Canal do Sul21 no Youtube